# Pereszlavl-Zalesszkij
Pereszlavl-Zalesszkij (cirill betűkkel Пересла́вль-Зале́сский) területi jogú város Oroszország Jaroszlavli területén, a Pereszlavli járás központja. 2013-ban 40 930 lakosa volt. Tagja a Moszkva környéki gazdag történelmi múltú városokat összefogó Arany Gyűrűnek. 

## Fekvése
A Jaroszlavli terület déli részén, Moszkvától 140 km-re északkeletre helyezkedik el, ott, ahol a Trubezs folyó a Plescsejevo-tóba torkollik.

## Története
A várost 1152-ben alapította Jurij Dolgorukij mint Perejaszlavl-Zalesszkijt. Nevét az akkor jelentős fejedelemség központjáról, a ma Ukrajnához tartozó Perejaszlavlról kapta; valamint arról, hogy a Zaleszjén ("az erdőn túl", az Oka és Moszkva folyók közén) helyezkedett el. A 15. századtól neve Pereszlavl-Zalesszkijre rövidült.  
1220-ban itt született Alekszandr Nyevszkij.
1238-ban a mongol hódítás idején a várost ötnapos ostrom után vették be a tatárok, majd ezután 1252 és 1419 között még hatszor fosztották ki. 1294-ben Fjodor jaroszlavli fejedelem gyújtotta fel. 
1276—1294 között Alekszandr Nyevszkij fia, Dmitrij Alekszandrovics perejaszlavi herceg volt a vlagyimiri nagyfejedelem, ám nem költözött el régi városából, így gyakorlatilag ez idő alatt Perejaszlavl-Zalesszkij volt a Rusz fővárosa. 1302-ben Dmitrij fia és utóda Iván gyermektelenül halt még, és végrendeletének megfelelően a város a moszkvai fejedelem tulajdonába került. Perejaszlavl-Zalesszkijt ezután moszkvai helytartók kormányozták vagy kiadták valamelyik hercegnek élethosszig tartó részfejedelemségként. A 15. és 16 században a moszkvai nagyfejedelem közvetlen örökbirtoka volt és az udvar hallal való ellátásért felelt. A város címerében is megjelenő hal a törpemarénának csak a Plescsejevo-tóban előforduló alfaja különlegesen ízletes és a későbbiekben is a cárok koronázási ebédjén szolgálták fel. 1975 óta védett.    
1374 őszén Dmitrij Donszkoj ide hívta össze az orosz fejedelmeket és bojárokat, hogy első alkalommal kössenek szövetséget a tatárok ellen.  
A város megszenvedte a zavaros időket; 1608-ban a lengyelek lerombolták az erődjét.
1688-ban I. Péter cár a Plescsejevói-tavon parádéflottila építését rendelte el; a munkálatok fontos tapasztalatokat jelentettek később, az orosz hadiflotta megteremtésekor. 
Az 1708-as közigazgatási reform során a Moszkvai kormányzósághoz került. 1719-től a kormányzóság Pereszlavli provinciájának volt a központja. 1778-ban a Vlagyimiri kormányzósághoz került. 1929-ben az Ivanovói ipari terület Pereszlavli járásának lett a központja, 1936-tól pedig a Jaroszlavli területhez tartozik. 
A vízvezetéket 1884-ben építették ki a városban.

## Címere
A város első hivatalos címerét 1781-ben kapta. Ennek felső részén vörös alapon Vlagyimir városának keresztet tartó koronás oroszlánja látható, alsó részén pedig fekete alapon két aranyszínű maréna. A címer mai változatát 2002-ben fogadták el, az oroszlán lekerült róla mert a város már nem tartozik a vlagyimiri régióhoz. A város zászlaja hasonlít a címerhez, csak színösszeállítása fordított: arany alapon két fekete hal.

## Gazdaság
A városban három vegyipari üzem, egy textilgyár és egy péküzem működik. A vegyipari cégek műanyagot dolgoznak fel, vagy fotótechnikai alapanyagokat állítanak elő, az egyik gyár az Eastman Kodak tulajdonában van. A kisebb üzemek gépgyártással/szervizeléssel, élelmiszeriparral, dohányiparral és építőanyag-gyártással foglalkoznak. 
Műemlékei miatt a város tagja az Arany Gyűrűnek, a Moszkva környéki történelmi városokat összefogó szervezetnek. 2009-ben 292 ezer turista látogatta meg a 40 ezres települést, de ezeknek csak 2%-a volt külföldi. 
A városban működik a Pereszlavli Városi Egyetem mely elsősorban matematikát és informatikát oktat.

## Látnivalók
A pereszlavli kreml gerendafalait 1754-ben lerombolták, területén ma már csak két templom és a 12. századból származó földsáncok láthatók. A településen összesen 9 templom és 5 kolostor található.
- Gorickij-kolostor, 1744-ben bezárták, ma múzeum
- Nyikitszkij-kolostor, 1186 előtt alapították, a szovjethatalom évei után 1993-ban újra az egyház kezébe került és restaurálták
- Nyikolszkij-kolostor, 1350 körül alapított női kolostor, régi templomai közül csak kettőt restauráltak
- Feodorovszkij-kolostor, 1305-ben alapított női kolostor, 1999 óta újra működik
- Szpaszo-Preobrazsenszkij templom, 1152-ben épült, az Északkeleti Rusz legrégibb építménye
- A püspöki palota 1744-ben épült

Pereszlavl-Zalesszkijben helytörténeti, gőzmozdony-, vasaló- és teáskanna-múzeum, valamint botanikus kert is található. 
A várostól 2 kilométerre északnyugatra találhatók Klescsin ősi városának maradványai, ahol egy pogány áldozókövet, az ún. Kék követ is meg lehet tekinteni. Néhány kilométerre Pereszlavl-Zelesszkijtől, Talici állomáson vasútmúzeum látogatható.

## Képek

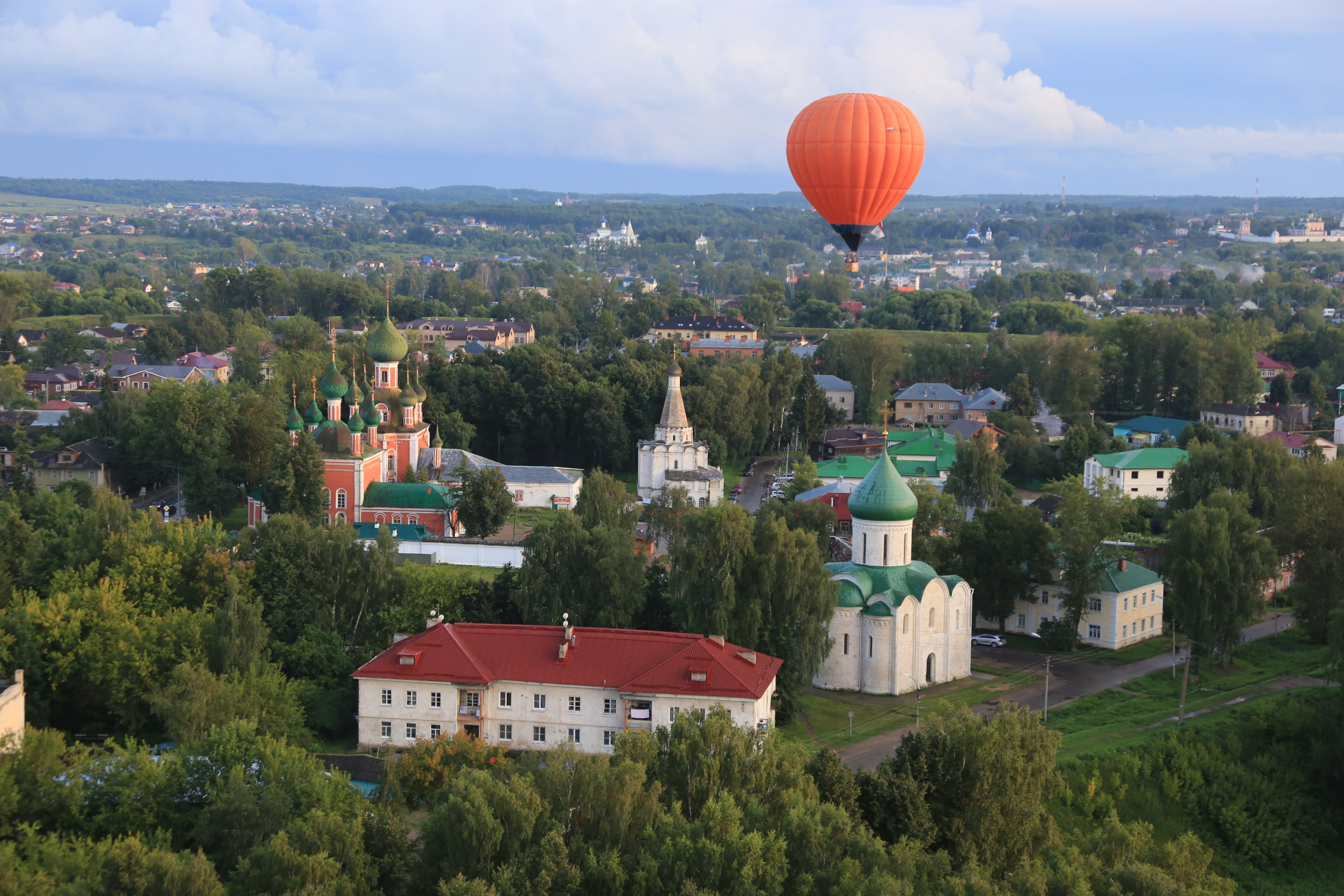
Vörös tér
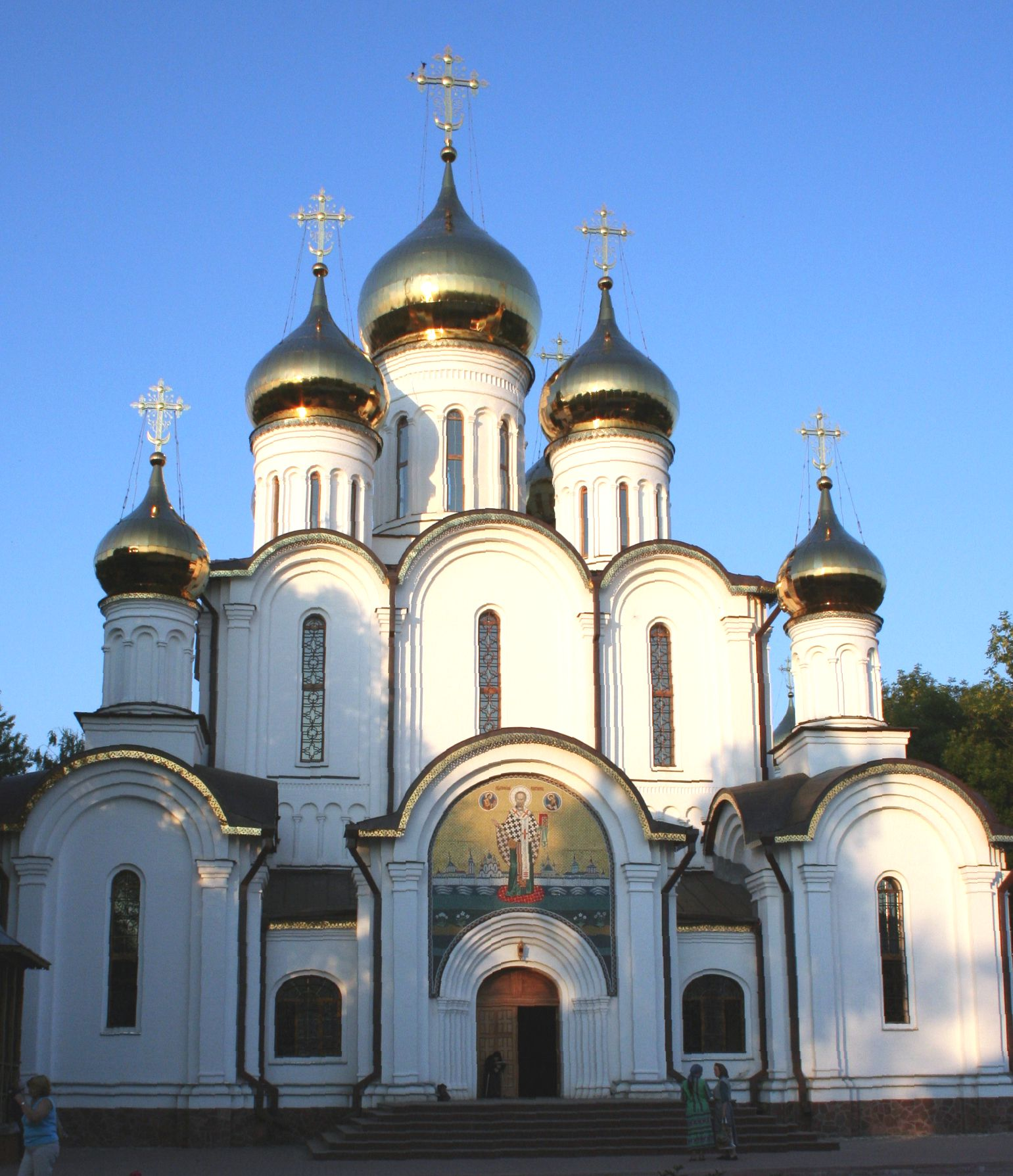
A Nyikolszkij-székesegyház
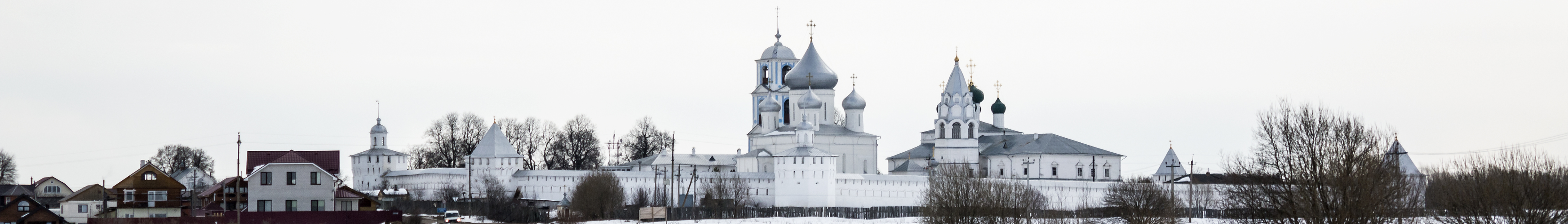
A Nyikitszkij-kolostoregyüttes
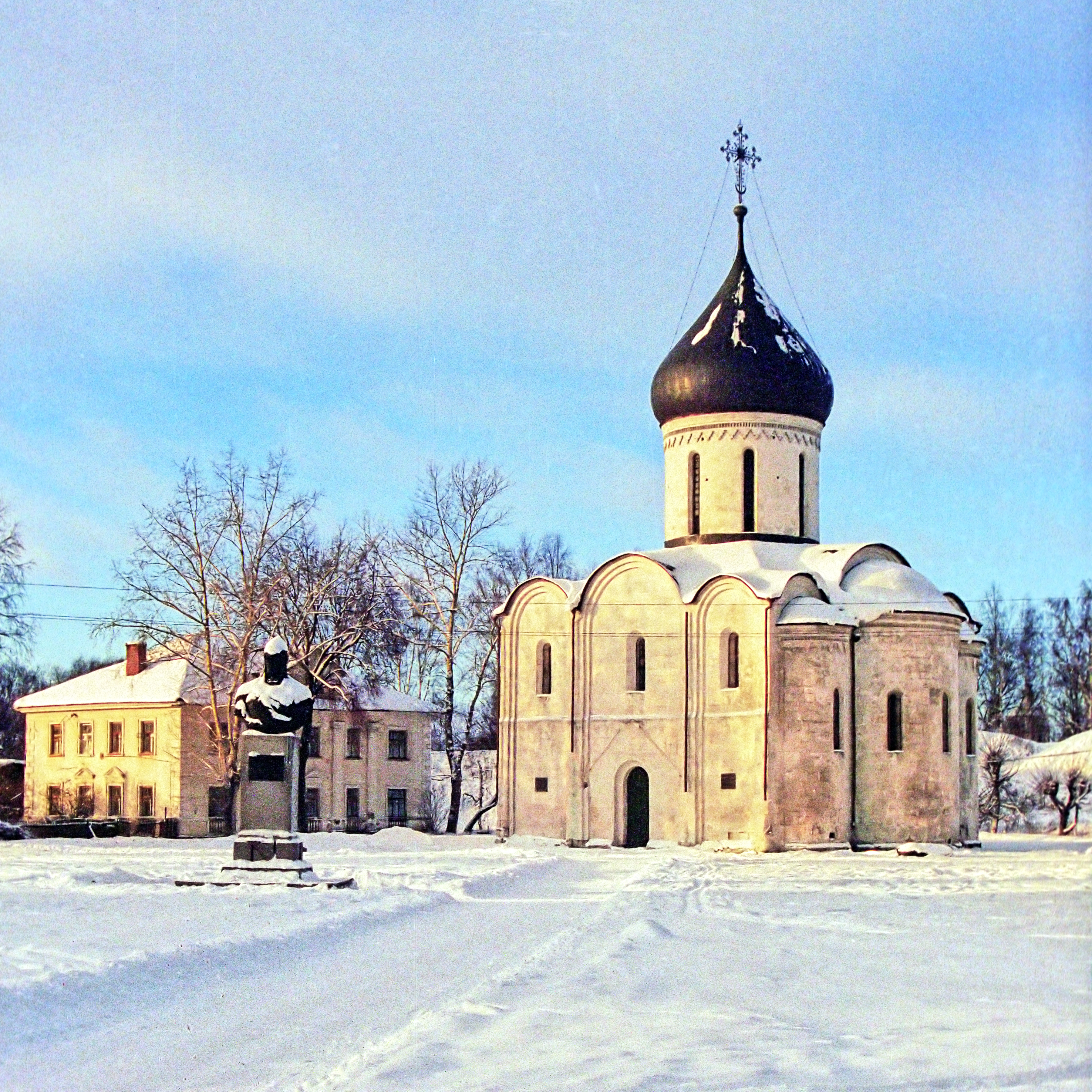
A Szpaszo-Preobrazsenszkij templom
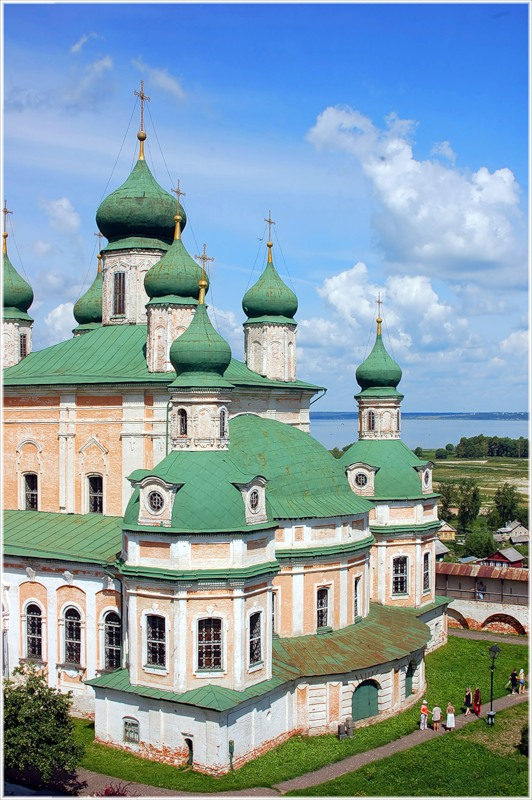
A Gorickij-kolostor temploma
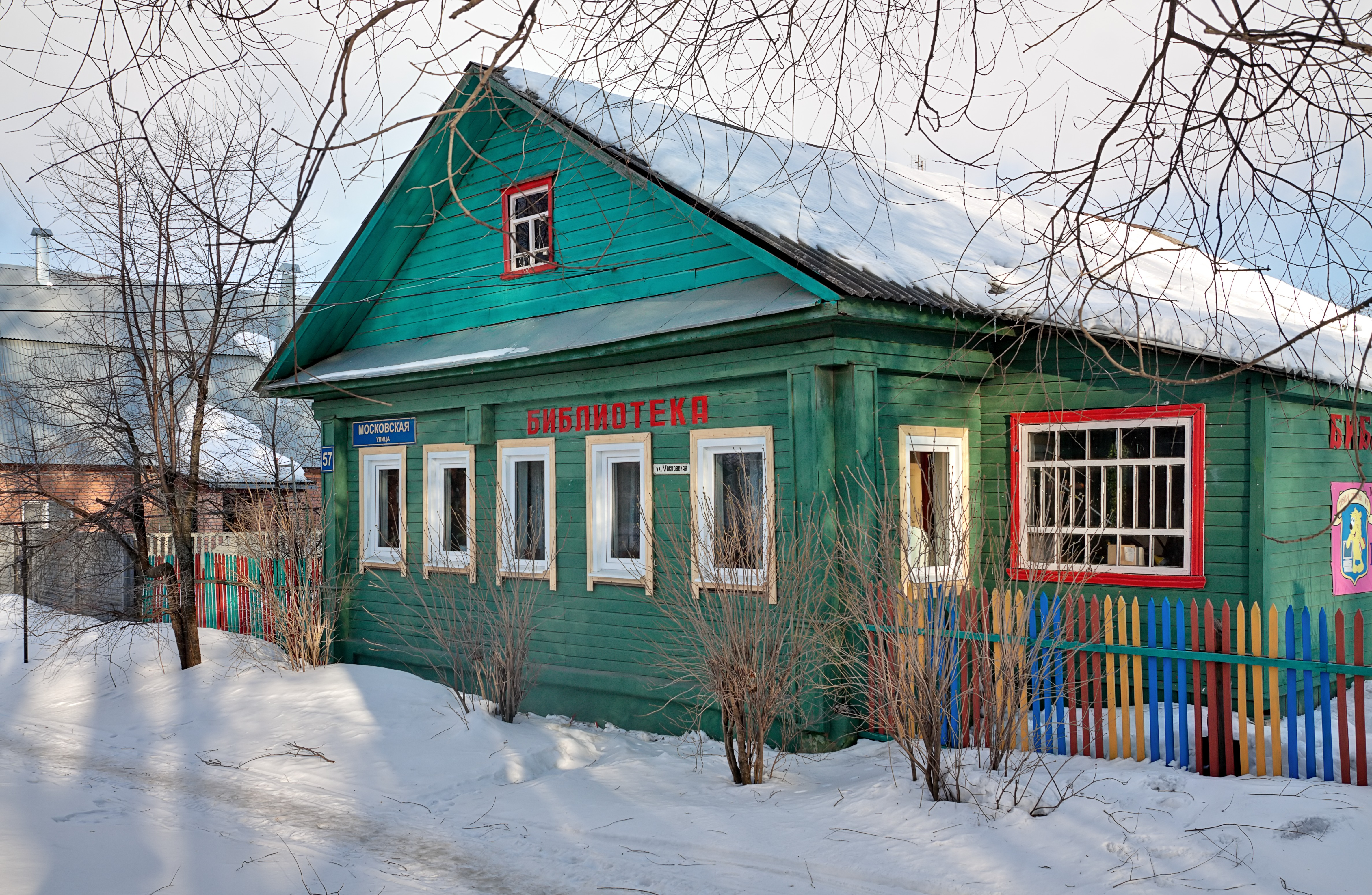
A városi könyvtár egyik fiókja
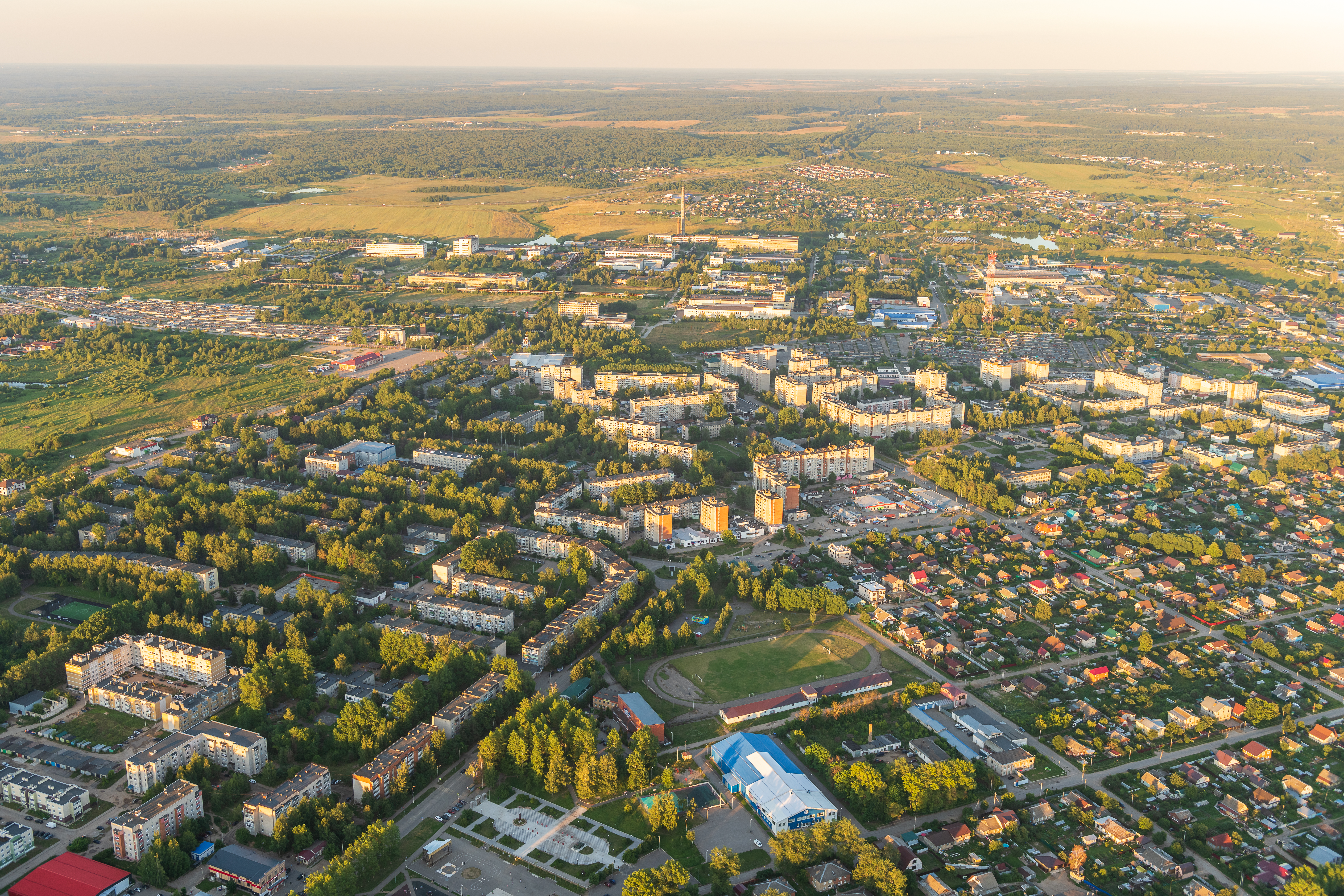
Légifotó
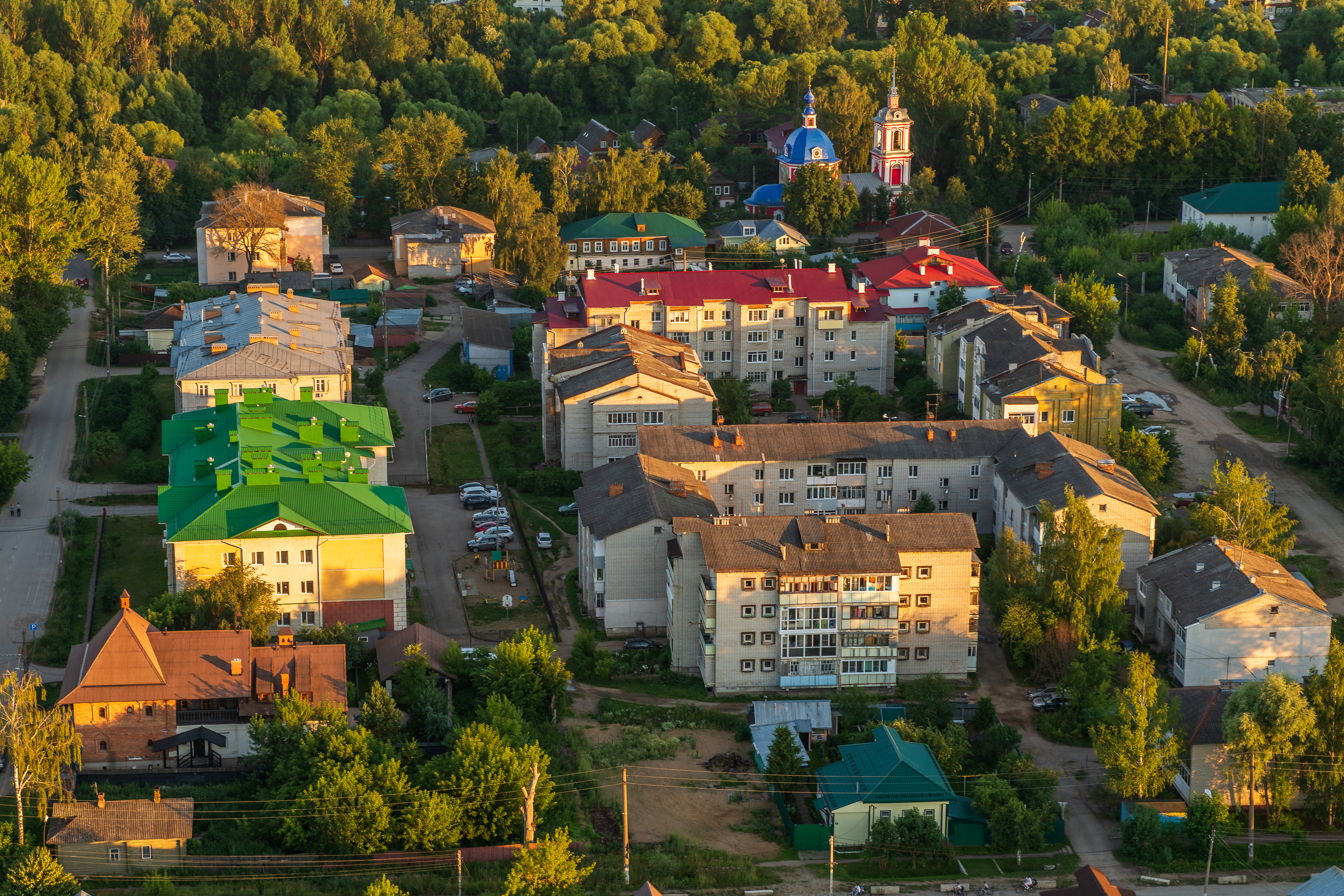
Lakóházak a Szövetkezet és a Majakovszkij utcában
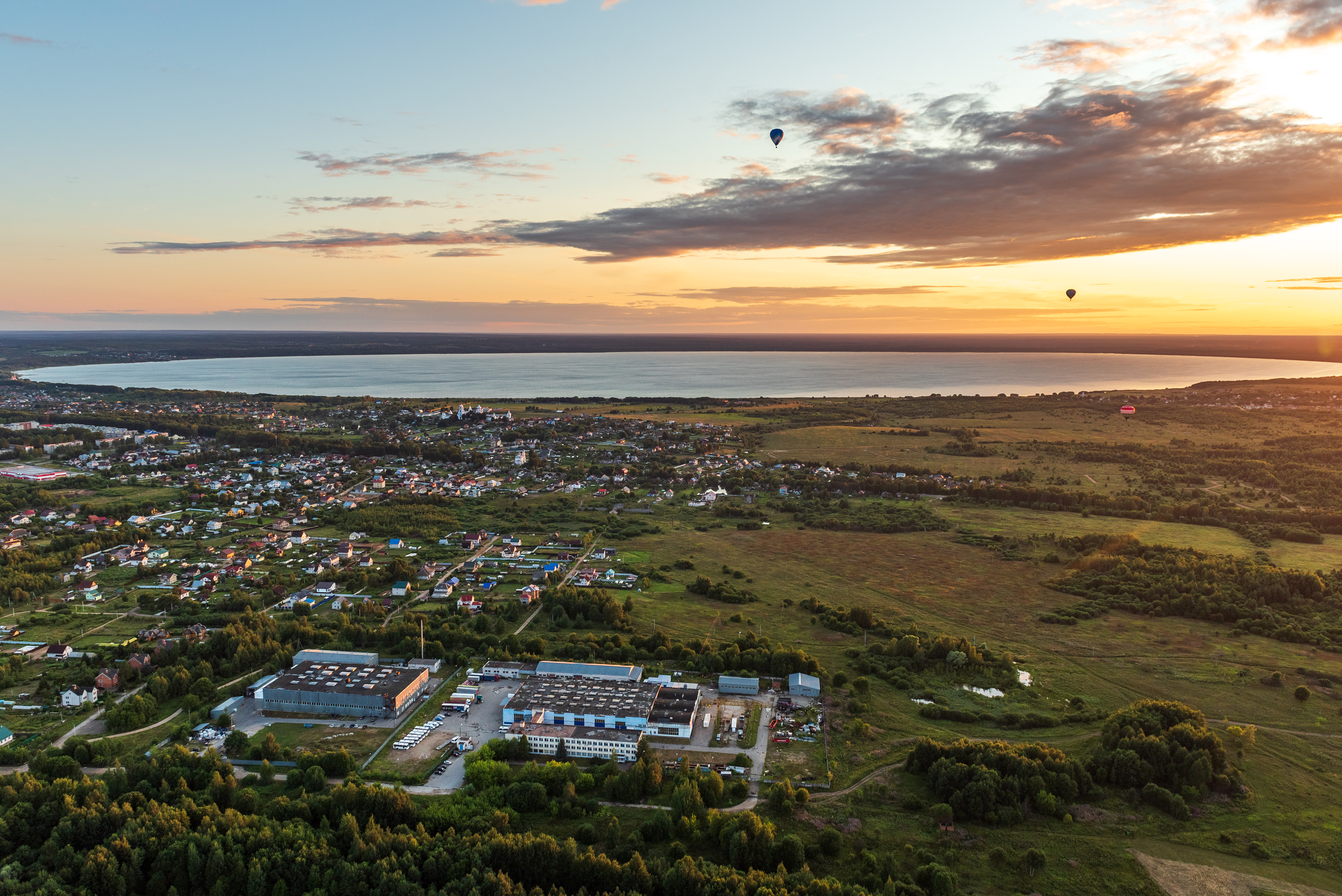
A Plescsejevo-tó

## Testvérvárosai
- Neckarbischofsheim, Németország

## Fordítás
Ez a szócikk részben vagy egészben  a(z)   Переславль-Залесский című orosz Wikipédia-szócikk ezen változatának fordításán alapul.  Az eredeti cikk szerkesztőit annak laptörténete sorolja fel. Ez a jelzés csupán a megfogalmazás eredetét és a szerzői jogokat jelzi, nem szolgál a cikkben szereplő információk forrásmegjelöléseként.